# Đại học Dartmouth
Trường Đại học Dartmouth (tiếng Anh: Dartmouth College; thường gọi là Dartmouth, phát âm /ˈdɑːrtməθ/ DART-məth) là một đại học nghiên cứu tư thục 254 năm tuổi thuộc nhóm Ivy League danh giá nhất Hoa Kỳ, dành cho cả nam lẫn nữ, ở Hanover, New Hampshire. Dartmouth là một trong 9 trường đại học thuộc địa đầu tiên, được thành lập vào năm 1769 trước cuộc Cách mạng Hoa Kỳ. Với tỷ lệ chấp nhận ứng viên 5.3% trong năm 2024, Dartmouth nằm trong top 10 trường Đại học có đầu vào khó nhất  trên tổng số hơn 4,000 Đại học tại Hoa Kỳ. Trong năm 2025, Dartmouth được đánh giá đứng thứ 5 tại Hoa Kỳ bởi Niche. Năm 2022, Dartmouth có 8.1 tỷ USD trong vốn tài trợ và đầu tư 
Dartmouth bao gồm một trường đại học khai phóng, Trường Y khoa Geisel, Trường Kỹ thuật Thayer, và Trường Kinh doanh Tuck, cũng như 19 chương trình sau đại học trong các ngành khai phóng và khoa học. Với tổng số sinh viên vào khoảng 6,144, trong đó có 4,556 sinh viên đại học, Dartmouth là cơ sở giáo dục nhỏ nhất trong số các thành viên của Ivy League. Đặc biệt, trường Kinh doanh Tuck của Dartmouth được xếp hạng là trường Kinh doanh đứng thứ hai toàn nước Mỹ theo Bloomberg.
Dartmouth đã đào tạo ra nhiều nghị sĩ Thượng viện và Hạ viện Hoa Kỳ, các Bộ trưởng trong Chính phủ Hoa Kỳ, thẩm án Toà án tối cao Hoa Kỳ, nhiều hiệu trưởng/chủ tịch các Đại học, 3 nhà khoa học đạt giải Nobel, 79 học giả Rhodes, 11 nhà văn đoạt giải Pulitzer, và vô số tổng giám đốc điều hành/chủ tịch hội đồng quản trị tập đoàn lớn. Dartmouth được xếp hạng thứ 12 thế giới về số lượng cựu học sinh cấp Cử Nhân là tỷ phủ. Năm 2018, Forbes xếp hạng Dartmouth là đại học có cựu học sinh hạnh phúc và thành công nhất nước Mỹ.
Thành lập vào năm 1769 bởi mục sư Tin lành theo phái Giáo đoàn tự trị Eleazar Wheelock với ngân quỹ chủ yếu do Samson Occom - một nhà truyền giáo người Mỹ bản địa - quyên góp, sứ mệnh ban đầu của trường là khai sáng văn hóa và cải đạo người Mỹ bản địa (thành tín đồ Ki-tô giáo). Sau một giai đoạn dài với nhiều khó khăn về mặt tài chính và chính trị, tương lai của Dartmouth trở nên tốt đẹp hơn khi dần đạt được nhiều tiếng tăm vào những năm đầu thế kỉ 20. Vào năm 2004, Booz Allen Hamilton đề cao Trường Đại học Dartmouth và xem nó như là hình mẫu về sự tồn tại bền vững, "cơ sở giáo dục mà lịch sử tồn tại bền vững của nó đã mang lại những hệ quả và những lợi ích cho tất cả các định chế khác của Hoa Kỳ, dù là trong lĩnh vực học thuật hay thương mại," (có ý nói đến vụ kiện giữa Hội đồng Quản trị Trường Đại học Dartmouth và Woodward và việc tự cải tổ một cách thành công của Dartmouth vào cuối những năm 1800. Các cựu sinh viên của Dartmouth, từ Daniel Webster cho tới những nhà hảo tâm vào thế kỉ 19 và 20, đã có những gắn bó chặt chẽ và đáng ghi nhận đối với ngôi trường.
Dartmouth có khuôn viên rộng 269-acre (1.1 km²) ở vùng Hanover của New Hampshire. Vì vị trí khá tách biệt của trường, có rất nhiều sinh viên tham gia chơi các môn thể thao và tham gia vào các hội đoàn sinh viên. Dartmouth có 34 đội thể thao tham gia vào đại hội thể thao Ivy League của Giải Hạng nhất của NCAA. Sinh viên của trường có tiếng là còn bảo tồn được rất nhiều truyền thống của trường đại học.

## Lịch sử
Dartmouth được sáng lập bởi Eleazar Wheelock, một giám mục Thanh giáo quê ở Connecticut, người có ước mơ thành lập một ngôi trường để đào tạo những người Mỹ bản xứ trở thành những nhà truyền đạo. Một người Anh-điêng Mohegan tên là Samson Occom, người đã trở thành một giám mục tấn phong sau khi theo Wheelock học đạo từ năm 1743 tới 1747 và sau đó tới Long Island để giảng đạo cho những người Montauks, là người đã gợi cho ông ý tưởng này.
Wheelock thành lập Trường Moor's Indian Charity vào năm 1755. Trường Charity tỏ ra khá thành công vào lúc đầu, nhưng nó cần thêm các khoản đầu tư để tiếp tục hoạt động. Tới lúc này, Wheelock tìm kiếm sự giúp đỡ về tài chính của bạn bè. Occom, đồng hành cùng Cha Nathaniel Whitaker, tới Xứ Anh vào năm 1766 để kêu gọi sự đóng góp của các nhà thờ. Với số tiền thu được, họ thành lập một hội đồng tín hữu để giúp Wheelock. Đứng đầu hội đồng tín hữu này là William Legge, 2nd Earl of Dartmouth.
Dù quỹ này cung cấp cho Wheelock một nguồn hỗ trợ tài chính dồi dào, Wheelock vấp phải nhiều khó khăn trong việc thu nhận những người Anh-điêng theo học tại trường Charity – chủ yếu vì địa điểm của nó cách quá xa chỗ ở của các bộ lạc. Nhận được lời mời tặng đất tốt nhất từ New Hampshire, Wheelock tiếp cận Thống đốc Hoàng gia của Tỉnh New Hampshire John Wentworth để xin một hiến chương. Wentworth, đại diện cho vua George III của Vương quốc Liên hiệp Anh, đã cấp cho Dartmouth một hiến chương hoàng gia vào ngày 13 tháng 12 năm 1769, theo đó thiết lập nên đại học thuộc địa cuối cùng và đặt tên thuộc địa đó theo tên một người bạn của Wentworth, Tử tước nhà Dartmouth. Mục tiêu của Đại học Dartmouth, theo như hiến chương nguyên gốc là cải theo Đạo Thiên Chúa, chỉ dẫn và giáo dục "thế hệ trẻ của các bộ lạc Anh-điêng trên mảnh đất này cũng như thế hệ trẻ người Anh và những người khác". Nhận thấy những thành công hạn chế của Trường Charity, Wheelock, thay vào đó, lại muốn trường đại học mới của ông dành chủ yếu cho người da trắng.
Wheelock đã thiết lập một khoa giáo dục đại học trong Trường Moor’s Charity vào năm 1768. Sau đó, ông đã dời trường đến Hanover vào 1770 nơi mà Trường cấp những tấm bằng đầu tiên vào những năm 1771. Occom, thất vọng vì việc Wheelock rời bỏ những mục tiêu ban đầu là cải Đạo Thiên Chúa cho người Anh-điêng, liên thành lập một cộng đồng của những người Anh-điêng tại New England với tên gọi Brothertown Indians đặt tại New York.
Vào năm 1819, Đại học Dartmouth trở thành tâm điểm của vụ án Dartmouth lịch sử, trong đó nỗ lực của Tiểu bang New Hampshire nhằm sửa đổi hiến chương hoàng gia của trường vào năm 1816 và biến nó thành một trường đại học công bị chống cự. Một viện giáo dục mang tên Đại học Dartmouth (Dartmouth University, khác với Dartmouth College) chiếm giữ các tòa nhà của nhà trường và bắt đầu vận hành tại Hanover từ năm 1817, dù rằng trường Dartmouth gốc vẫn tiếp tục dạy học trong những phòng học thuê tạm gần đó. Daniel Webster, một cựu học sinh khóa tốt nghiệp 1801, đã trình vụ việc lên Tối cao Pháp viện Hoa Kỳ, nơi tuyên án rằng việc sửa đổi hiến chương của Dartmouth là hành động phá hoại hợp đồng bất hợp pháp của tiểu bang, và đảo lại quyết định chiếm giữ ngôi trường của Tiểu bang Dartmouth. Kết luận bài diễn văn nổi tiếng của mình, Webster đã nói lên những câu từ nổi tiếng mà sau này được nhiều thế hệ trích dẫn lại: "Nó, thưa ngài, như tôi đã nói, là một ngôi trường nhỏ. Nhưng, có không biết bao nhiêu người yêu nó" ("It is, Sir, as I have said, a small college. And yet there are those who love it.")

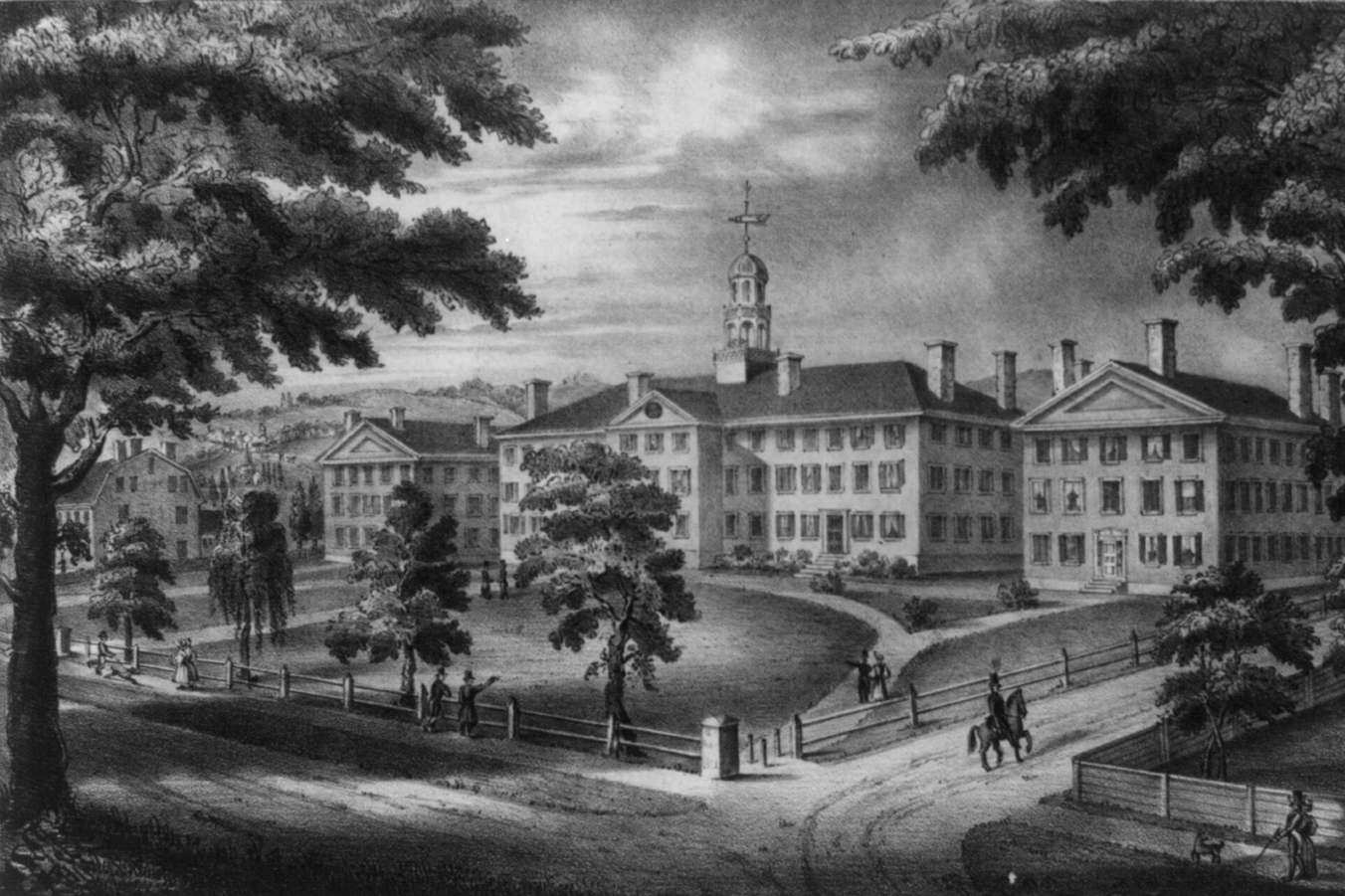
Bức tranh về nhà Chủ tịch Thornton Hall, Dartmouth Hall, và Wentworth Hall, năm 1834.

Dartmouth nổi lên trên vũ đài giáo dục quốc gia Hoa Kỳ vào những năm đầu của thế kỉ 20. Trước giai đoạn này, trường không có mấy tiếng tăm và ngân sách thì nghèo nàn. Dưới nhiệm kì chủ tịch của William Jewett Tucker (1893–1909), Dartmouth trải qua quá trình cải tổ sâu sắc về cả cơ sở vật chất, đội ngũ giảng viên, cộng đồng sinh viên, kéo theo khoản đóng góp khổng lồ trị giá $10,000 của cựu sinh viên và giáo sư ngành luật John Ordronaux. Hai mươi tòa kiến trúc mới thay thế những tòa nhà cũ kĩ, trong khi đội ngũ giáo viên và học sinh tăng gấp ba. Tucker thường được tôn vinh vì đã "tái sinh Dartmouth" và đưa nó tới với danh tiếng cấp quốc gia. Chủ tịch Ernest Fox Nichols (1909–16) và Ernest Martin Hopkins (1916–45) tiếp tục quá trình hiện đại hóa của Tucker, tiếp tục cải thiện cơ sở vật chất, và bắt đầu quá trình tuyển sinh khắt khe từ những năm 1920. John Sloan Dickey, giữ chức chủ tịch từ năm 1945 tới 1970, đặc biệt nhấn mạnh vào phương pháp giáo dục kiến thức toàn diện (liberal arts), đặc biệt là chính sách công và quan hệ quốc tế.
Năm 1970, giáo sư toán học và khoa học máy tính lâu năm John George Kemeny trở thành chủ tịch của Dartmouth. Kemeny đã dẫn dắt nhà trường qua những thay đổi đáng kể. Dartmouth, trước đó chỉ là trường cho nam sinh, bắt đầu nhận nữ sinh vào học và cấp bằng cử nhân cho họ vào năm 1972 giữa rất nhiều tranh cãi. Cùng lúc đó, ngôi trường triển khai "Kế hoạch Darmouth" về lịch đào tạo, giúp số lượng sinh viên có thể tăng trong khi giữ nguyên cơ sở vật chất.
Khoảng những năm 1990, trường chứng kiến sự những thay đổi lớn về giáo dục dưới thời Chủ tịch James O. Freedman và một dự định gây tranh cãi (và cũng không thành công) nhằm khuyến khích các câu lạc bộ Hy Lạp đơn giới của trường trở nên đẳng giới. Những năm 2000 chứng kiến sự bắt đầu của Chiến dịch Trải nghiệm Darmouth nhằm quyên góp số tiền trị giá 1,3 tỷ đô la Mỹ cho trường; đây là chương trình gây quỹ lớn nhất trong lịch sử nhà trường, và cho tới tháng 1 năm 2008, số tiền gây dựng được đã vượt 1 tỷ đô la và dự kiến sẽ đạt mục tiêu vào năm 2010. Vào khoảng giữa và cuối những năm 2000, trường cũng chứng kiến việc xây dựng trường xá trên quy mô lớn, với hai tổ hợp nhà ở, sự tu chỉnh toàn diện của khu ký túc xá, và sắp tới là một sảnh ăn uống, một trung tâm về khoa học đời sống và một trung tâm mỹ thuật.
Kể từ khi có một số thành viên Hội đồng Tín hữu đồng thời là cựu học sinh được bầu qua việc thu thập chữ ký vào năm 2004, vai trò của cựu sinh viên trong việc lãnh đạo Dartmouth đã trở thành một chủ đề nóng. Chủ tịch James Wright tuyên bố nghỉ hưu vào tháng 2 năm 2008 và được kế nhiệm bởi giáo sư Đại học Harvard, nhà vật lý Jim Yong Kim vào mùng 1 tháng 7 năm 2009.

## Các hiệu trưởng của Dartmouth
| - Cha Eleazar Wheelock (1769 - 1779) - John Wheelock (1779 - 1815) - Cha Francis Brown (1815 - 1820) - Cha Daniel Dana (1820 - 1821) - Cha Bennet Tyler (1821 - 1828) - Cha Nathan Lord (1828 - 1863) - Cha Asa Dodge Smith (1863 - 1877) - Cha Samuel Colcord Bartlett (1877 - 1892) - Cha William Jewett Tucker (1892 - 1909) - Ernest Fox Nichols (1909 - 1916) - Ernest Martin Hopkins (1916 - 1945) - John Sloan Dickey (1945 - 1970) - John G. Kemeny (1970 - 1981) - David T. McLaughlin (1981 - 1987) - James O. Freedman (1987 - 1998) - James Wright (1998 - 2009) - Jim Yong Kim (2009 -) |

Dartmouth, một trường liberal arts, chỉ cấp bằng với tên gọi Bằng Cử nhân Nhân văn. Có hơn 39 khoa giảng dạy 56 chuyên ngành trong trường, dù rằng sinh viên được tự do thiết kế các chương rình đặc biệt hoặc học chuyên ngành kép. Vào năm 2008, các chuyên ngành có đông sinh viên theo học nhất là kinh tế, chính trị, lịch sử, tâm lý học và khoa học thần kinh, tiếng Anh, sinh học và các ngành kỹ thuật.
Để tốt nghiệp, sinh viên toàn hoàn thành 35 khóa học, tám phần mười số đó thuộc về ngành học đã chọn. Các yêu cầu khác cho việc tốt nghiệp bao gồm việc hoàn thành mười "yêu cầu phân phối" trong nhiều lĩnh vực khác nhau, khả năng sử dụng thành thạo một ngoại ngữ, và việc hoàn thành lớp học viết hoặc một xê-mi-na về viết vào năm thứ nhất. Rất nhiều khoa có giảng dạy các chương trình với bằng danh dự, trong đó yêu cầu các học sinh nổi bật và muốn tham gia "một quá trình làm việc độc lập và lâu dài", kết thúc bằng việc làm luận văn tốt nghiệp. Ngoài các khóa học tại Hanover, Dartmouth cung cấp 57 chương trình học ngoài trường sở, bao gồm Chương trình Quốc tế học, Chương trình Ngoại ngữ tại Nước ngoài, và các chương trình trao đổi sinh viên.
Dartmouth cũng cấp bằng cao học trong 19 chuyên ngành khoa học và nghệ thuật. Ngoài ra, Dartmouth cũng có 3 trường cao học: Trường Y khoa Dartmouth (thành lập 1797), Trường Kỹ thuật Thayer (1867)– cũng là khoa kỹ thuật cho cấp cử nhân – và Trường Kinh doan Tuck (1900). Với các chương trình cao học này, lối dùng từ thông thường của người Mỹ sẽ gọi trường là "Dartmouth University"; tuy nhiên, vì lý do lịch sử (như vụ Dartmouth College kiện. Woodward), và do tôn trọng các giá trị truyện thống, ngôi trường vẫn sử dụng tên "Dartmouth College" để chỉ toàn bộ tập thể nhà trường.
Dartmouth đang có tổng cộng 597 giảng viên biên chế hoặc chờ vào biên chế. Trường có tỉ lệ giáo sư biên chế là nữ cao nhất trong các trường thuộc Ivy League. Các giảng viên của trường đã là những người tiên phong trong các bước phát triển lớn của tri thức nhân loại như Dartmouth Conferences, Dartmouth Time Sharing System, Dartmouth BASIC, và Dartmouth ALGOL 30. Năm 2005, các giải thưởng dành cho các nghiên cứu thành công của Dartmouth lên tới $169 million.
Dartmouth cũng chính là đơn vị chủ nhà của Nhà xuất bản Đại học New England, một nhà xuất bản đại học thành lập vào năm 1970 và được hỗ trợ bởi một nhóm các trường đại học bao gồm Đại học Brandeis, Đại học New Hampshire, Đại học Northeastern, Đại học Tuffs và Đại học Vermont.

### Kế hoạch Dartmouth

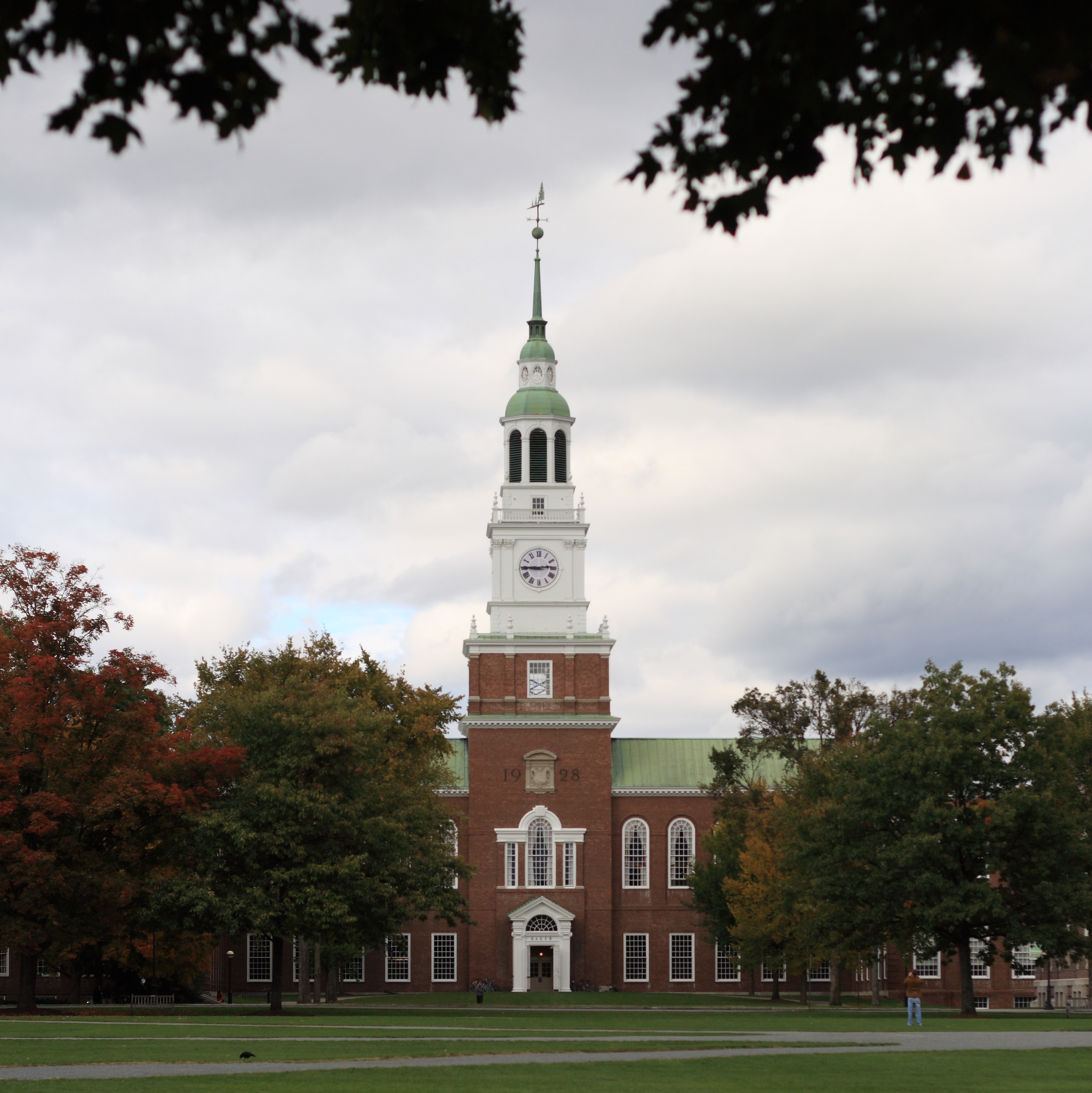
Thư viện Baker Memorial tại Đại học Dartmouth

Dartmouth vận hành theo quý với năm học kéo dài trong suốt cả năm với 4 kì, mỗi kì 10 tuần. Kế hoạch Dartmouth (hay được đơn giản là "D-Plan") là hệ thống khóa biểu cho phép mỗi sinh viên tự xây dựng lịch cho năm học của mình. Tất cả sinh viên cấp đại học đều phải ở tại trường vào các kì học mùa thu, đông và xuân của năm thứ nhất và thứ hai, cũng như kì mùa hè của năm thứ hai. Trong các kì học còn lại, sinh viên được chọn học trong trường sở hoặc tham gia các chương trình ngoài khuôn viên trường, đi nghỉ, thực tập hoặc tham gia các dự án nghiên cứu. Một khóa học điển hình thường có ba lớp mỗi kì và sinh viên thường sẽ học trên lớp tổng cộng mười hai kì trong suốt thời gian học tập tại trường.
D-Plan bắt đầu được thiết lập tại trường vào đầu những năm 1970 cùng thời điểm Dartmouth bắt đầu nhận sinh viên nữ vào học chương trình đại học. Ban đầu, nó được thiết kế nhằm giúp tăng số sinh viên theo học nhưng không làm quá tải cơ sở vật chất của tường và được miêu tả là "cách để đặt 4.000 sinh viên vào 3.000 cái giường". Dù rằng nhiều phòng nội trú đã được xây dựng kể từ đó, việc số sinh viên của tường cũng tiếp tục tăng lên khiến người ta vẫn giữ nguyên D-Plan gần như không thay đổi.

### Tuyển sinh
Dartmouth tự miêu tả mình "vô cùng chọn lọc" và xếp thứ 15 trong số các trường "khó vào nhất" bởi The Princeton Review vào năm 2007, và được phân loại là trường "chọn lọc nhất" bởi U.S. News & World Report. Với khóa 2012 (tức là khóa nhập học năm 2008), 16,536 người nộp hồ sơ so với chỉ tiêu 1.100, và chỉ 13,2% được nhận học. 93.4% của các học sinh được nhận vào xếp trong tốp 10% những học sinh ưu tú nhất của trường phổ thông họ từng học. 38.5% những sinh viên được nhận là học sinh tốt nghiệp với điểm cao nhất trường phổ thông và 11.3% là người có điểm cao thứ hai. Điểm SAT trung bình của sinh viên là 726 cho phần đọc hiểu, 731 cho toán, và 726 cho viết. Vào năm 2007, chương trình đại học của Dartmouth xếp thứ 9 bởi U.S. News & World Report trong số chương trình tại các trường đại học quốc gia. Tuy nhiên, một số người cho rằng xếp hạng như vậy không công bằng vì sự chú trọng của Dartmouth vào giáo dục đại học. Thế mạnh của Dartmouth trong giáo dục đại học được U.S. News & World Report nhấn mạnh khi tạp chí này xếp Dartmouth ở vị trí thứ nhất, trên Princeton, Yale, Stanford, Brown, and Duke. Phân loại vào năm 2006 của Carnegie Foundation cho rằng Dartmouth là trường đại học duy nhất tại Hoa Kỳ có sinh viên chủ yếu của cấp đại học, tập trung vào nghệ thuật và khoa học nhưng lại có chương trình cao học và nghiên cứu rất chất lượng.
Dartmouth đáp ứng đủ 100% số tiền sinh viên cần để nhập học và hiện nay xét tuyển cho tất cả các sinh viên, kể cả sinh viên quốc tế mà không quan tâm tới khả năng tài chính của họ. Kể từ năm học 2008–2009, Dartmouth áp dụng chính sách trợ cấp tài chính mới, mở rộng chính sách tuyển sinh mà không quan tâm tới khả năng tài chính tới sinh viên quốc tế, đồng thời thay thể các khoản vay học tập bằng các học bổng và hỗ trợ khác. Sinh viên từ các gia đình có tổng thu nhập dưới 75.000 Đô la Mỹ một năm không phải đóng học phí.

### Hội đồng Quản trị

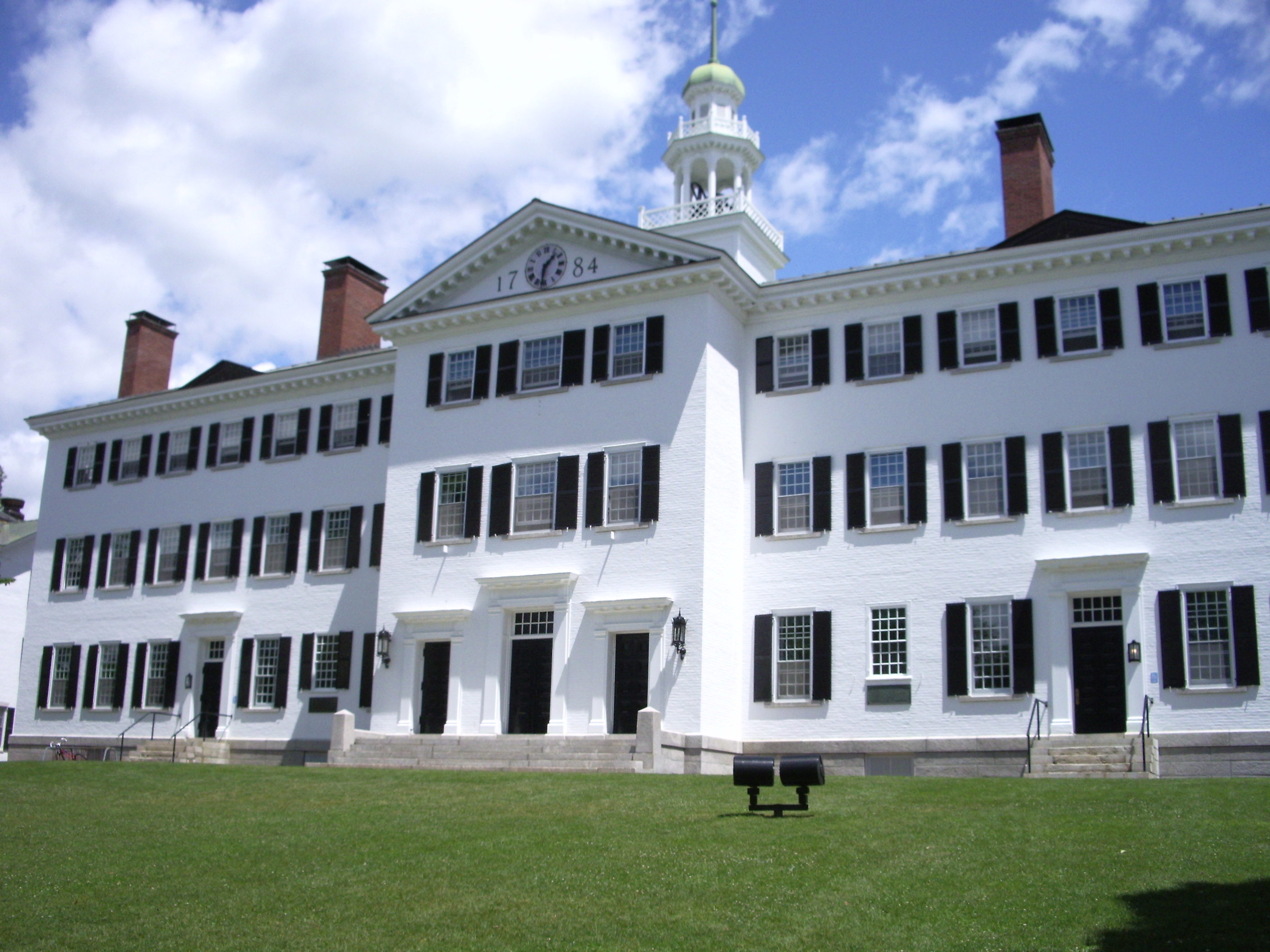
Sảnh Dartmouth, xây năm 1904

Dartmouth được điều hành bởi Hội đồng Tín hữu bao gồm Chủ tịch của trường (kiêm nhiệm), thống đốc của tiểu bang (kiêm nhiệm), và mười ba tín hữu được đề bạt và bầu chọn bởi chính Hội đồng (gọi là "Tín hữu hiến chương"), và tám tín hữu đề cử bởi các cựu sinh viên và bầu bởi ủy ba ("Tín hữu cựu sinh viên"). Các ứng viên cho vị trí tín hữu cựu sinh viên được chọn ra từ những đề xuất của Hội đồng Cựu sinh viên hoặc các đơn kiến nghị bởi một cuộc bỏ phiếu của các thành viên thuộc Hội Cựu sinh viên Đại học Dartmouth.
Dù rằng Hội đồng Tín hữu bầu các thành viên của nó từ hai nguồn ứng cử viên với tỉ lệ ngang nhau từ năm 1891 cho tới năm 2007, vào năm 2007, hội đồng tín hữu quyết định thêm một số thành viên khác, tất cả là tín hữu hiến chương. Trong cuộc tranh cãi nổ ra sau đó, Hiệp hội Cựu sinh viên trường đâm đơn kiện, dù sau đó rút lại. Năm 2008, Hội đồng Tín hữu nhận thêm 5 tín hữu hiến chương mới.

## Khuôn viên
Đại học Dartmouth tọa lạc tại thị trấn nông thôn Hanover, New Hampshire, trong Upper Valley dọc theo sông Connecticut ở New England. Khuôn viên rộng 1,1 km² (269 mẫu Anh) của trường được đặt quanh một Vùng Xanh rộng 2 héc ta, trước đây là một cánh đồng thông, được phát quang bởi trường vào năm 1771. Dartmouth là đơn vị sở hữu đất tư lớn nhất Hanover, và tổng giá trị bất động sản cũng như cơ sở vật chất của nó trị giá 434 triệu Đô la Mỹ. Ngoài khuôn viên tại Hanover, Dartmouth còn sở hữu 18.2 km² đất của Núi Moosilauke tại Vùng White Mountains và một khoảng đất rộng 109 km² tại phía bắc New Hampshire được biết đến với tên Second College Grant.
Các tòa nhà trong khuôn viên của Dartmouth có thời gian xây dựng khác nhau khá nhiều, từ Sảnh Wentworth và Thornton của những năm 1820 (những tòa nhà lâu đời nhất còn sót lại xây dựng bởi nhà trường) cho tới những nhà nội trú và các cơ sở toán học hoàn thành năm 2006. Phần lớn các công trình của Dartmouth được thiết kế theo phong cách kiến trúc Georgian thời kì thuộc địa, một sự thống nhất được bảo tồn nguyên vẹn trong các công trình kiến trúc mới của nhà trường. Dartmouth cũng đã tìm cách giảm phát thải các bon và sử dụng năng lượng tại trường sở, và giành được điểm A- từ Sustainable Endowments Institute cho Báo cáo Phát triển bền vững Đại học 2008.

### Cơ sở vật chất dành cho đào tạo
Cơ sở dành cho nghệ thuật sáng tạo và nghệ thuật biểu diễn của trường là Trung tâm Nghệ thuật Hopkins ("the Hop"). Mở cửa năm 1962, Hop là mái nhà của các khoa kịch, nhạc, film và điện ảnh, cũng như một xưởng mộc, xưởng gốm và xưởng chế tác đá quý. Tòa nhà được thiết kế bởi kiến trúc sơ nổi tiếng Wallace Harrison, người sau đó đã thiết kết mặt tiền giống như vậy cho Nhà hát Opera Siêu đô thị tại Trung tâm Lincoln. Tòa nhà bao gồm hai rạp hát và một khán phòng với 900 chỗ ngồi. Hop cũng là địa điểm đặt các hòm thư của sinh viên ("Hòm Hinman") và Courtyard Café. Hop có liên kết với Bảo tàng Mỹ thuật Hood, bảo tàng lâu đời nhất tại Bắc Mỹ còn tồn tại, và Loew Auditorium.

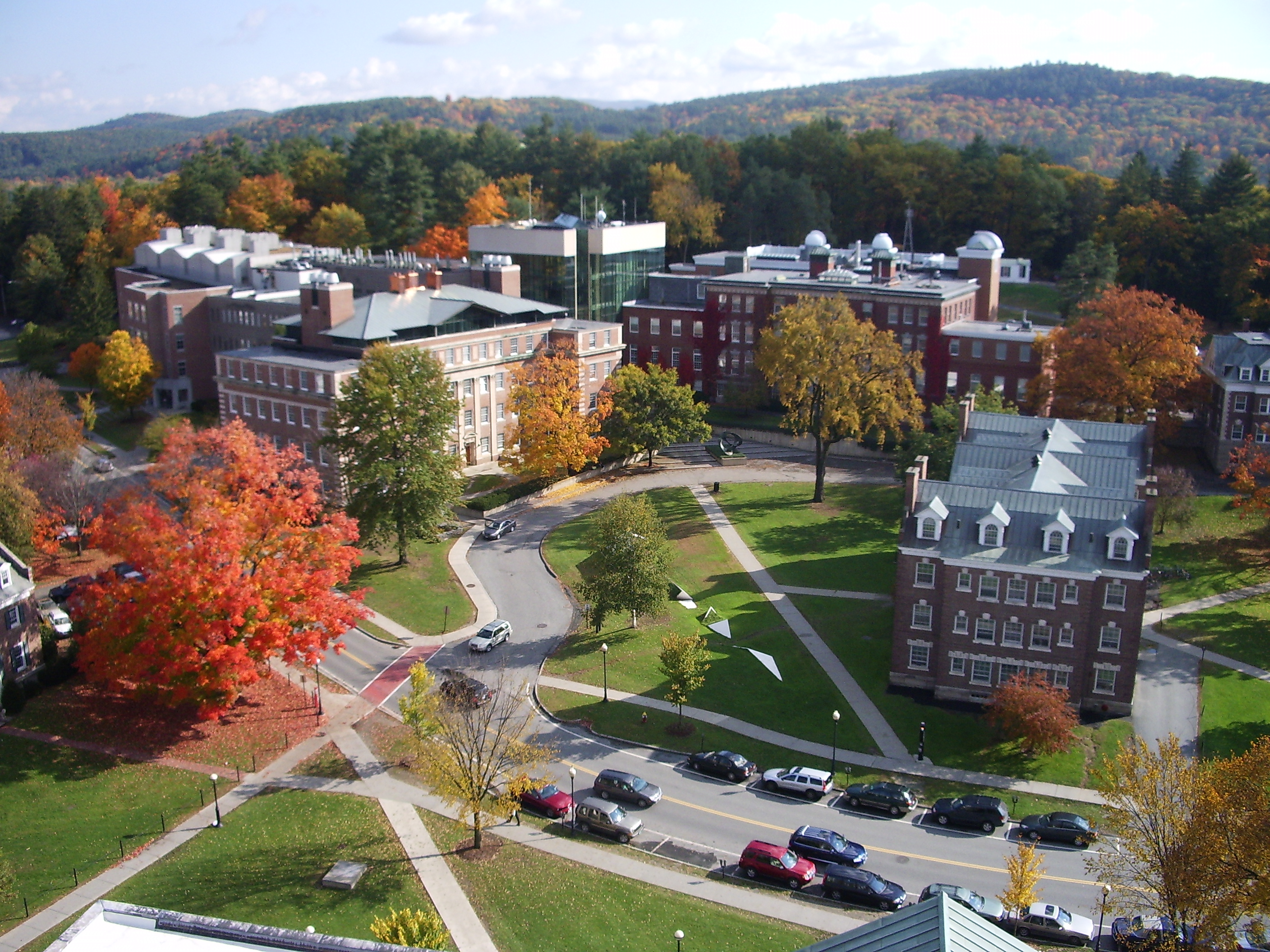
A view of the Sherman Fairchild Physical Science Center and Wheeler Hall from the tower of Baker Memorial Library

### Cơ sở vật chất dành cho thể thao
Sân thể thao ban đầu của Dartmouth chính là Vùng Xanh, nơi sinh viên chơi cricket và old division football trong thế kỉ 19. Ngày nay, Dartmouth duy trì hơn một tá các công trình thể thao và sân vận động và đã dành hơn 70 triệu Đô la Mỹ để nâng cấp chúng kể từ năm 2000.
Phần lớn các cơ sở thể thao của Dartmouth nằm ở phía đông nam của khuôn viên trường. Trung tâm của các hoạt động thể htao tại trường là Nhà thi đấu Cựu sinh viên, nơi có Bể bơi thi đấu Karl Michael và Bể bơi Spaulding, một trung tâm thể hình, một phòng tập tạ, và một đường chạy trong nhà dài 123 m. Cạnh Nhà thi đấu Cựu sinh viên là Trung tâm Thể thao Berry, gồm nhiều sân bóng rổ và bóng chuyền (Leede Arena), cũng như Trung tâm thể hình Kresge. Phía sau Nhà thi đấu Cựu sinh viên là Memorial Field, một sân vân động 15.000 chỗ ngồi với sân thi đấu bóng đá và đường chạy. Đấu trường Thompson, thiết kế bởi kỹ sư người Ý Pier Luigi Nervi và được xây dựng năm 1975, là nơi diễn ra các cuộc thi đấu trên băng của Dartmouth. Từ Memorial Field, người ta cũng có thể nhìn thấy Nhà thi đấu Thể thao trong nhà Nathaniel Leverone.
Các cơ sở thể thao khác của Dartmouth tại Hanover bao gồm Nhà chứa thuyền Bằng hữu Dartmouth bên cạnh sông Connecticut, Hanover Country Club, công trình thể thao lâu đời nhất còn tồn tại của Dartmouth (thành lập năm 1899), và Corey Ford Rugby Clubhouse. Trường cũng lưu giữ được Dartmouth Skiway, một cơ sở dành cho trượt tuyết rộng 0,4 km² đặt tại hai ngọn núi ở Lyme Center, New Hampshire, gần khuôn viên tại Hanover.

### Nơi ở và các cơ sở vật chất khác cho cuộc sống sinh viên

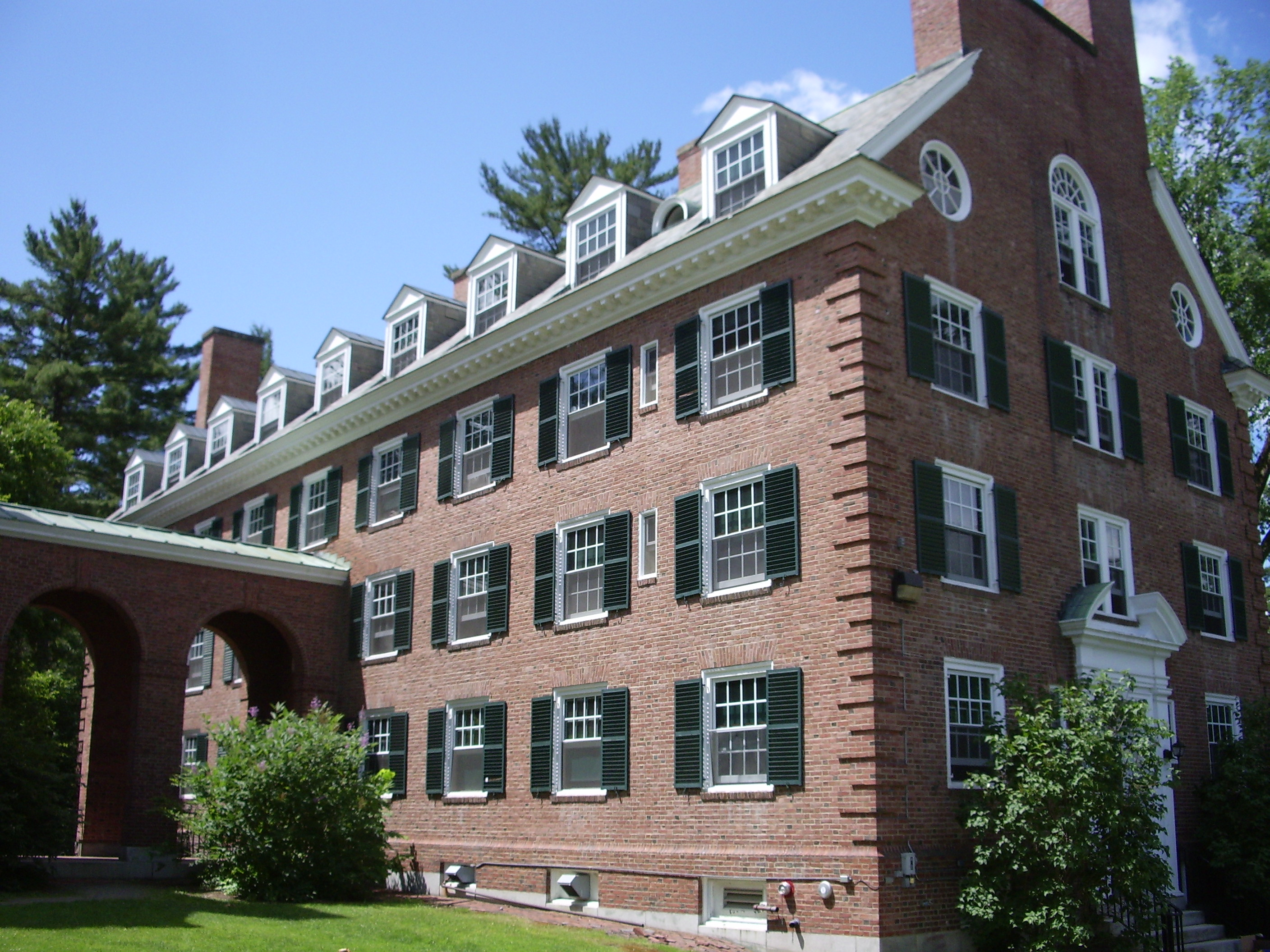
Lord Hall in the Gold Coast Cluster

Khác với các khu ký túc xá rải rác hay những cư hiệu được tổ chức tại những trường như Đại học Yale, Dartmouth có chín cộng đồng ngụ cư phân bố đều trong khuôn viên trường. Các khu ký túc xá được thiết kế với nhiều phong cách khác nhau, cổ đến hiện đại, nhưng đều thống nhất theo lối kiến trúc Georgia. Phòng ở của sinh viên gồm từ phòng đơn tới phòng bốn người và căn hộ. Từ năm 2006, nhà trường đảm bảo chỗ ở cho các sinh viên trong suốt năm thứ nhất và thứ hai tại trường. Hơn 3.000 sinh viên chọn sống trong khu ký túc xá của trường.
Các bữa ăn trong trường sở được phục vụ bởi Dartmouth Dining Services, cơ quan vận hành mười một cơ sở ăn uống quanh khuôn viên trường. Bốn trong số chúng đặt tại trung tâm của khuôn viên trường ở Nhà Ăn Thayer.
Trung tâm Collis được coi là trung tâm của các hoạt động của sinh viên của trường. Nơi này phục vụ và được tổ chức như một hội sinh viên hay trung tâm của trường sở. Ở đây có một quán cà phê, khu học tập, khu sinh hoạt chung, và một số các ban quản lý, bao gồm Trung tâm Kỹ năng Học tập. Sảnh Robinson, cạnh Collins và Thayer, bao gồm văn phòng của các tổ chức sinh viên tại trường, bao gồm Câu lạc bộ Dã ngoại Dartmouth và The Dartmouth, tờ nhật báo của trường.

## Cuộc sống sinh viên
Năm 2006, The Princeton Review xếp Dartmouth ở vị trí thứ ba trên tiêu chí "Chất lượng cuộc sống", và thứ sáu trên tiêu chí "Sinh viên hạnh phúc nhất". Thể thao cũng như hệ thống Greek là những hoạt động phổ biến nhất tại trường; tổng cộng, Dartmouth có tất cả hơn 350 tổ chức, đội và các môn thể thao. Ngôi trường cũng có nhiều hoạt động và lễ hội lâu đời.

### Các tổ chức sinh viên

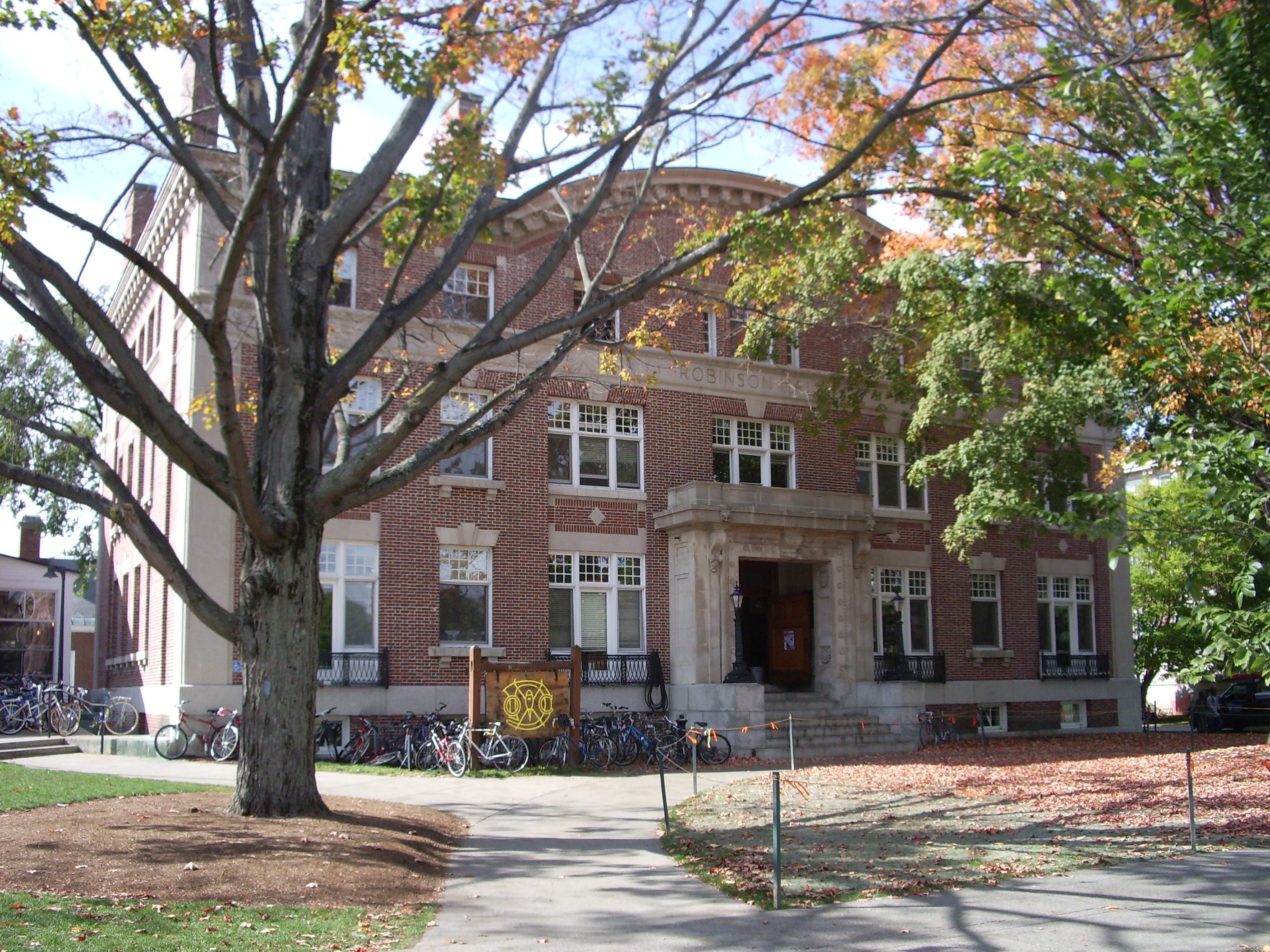
Robinson Hall houses many of the College's student-run organizations, including the Dartmouth Outing Club. The building is a designated stop along the Appalachian Trail.

Hơn 200 tổ chức sinh viên và câu lạc bộ của Dartmouth đáp ứng được nhu cầu đa dạng của sinh viên trong trường. Cho tới năm 2007, trường có 8 nhóm học tập, 17 nhóm văn hóa, 2 cộng đồng danh dự, 30 nhóm hoạt động xã hội, 25 nhóm biểu diễn nghệ thuật, 12 nhóm định hướng nghề nghiệp, 20 ấn phẩm và 11 nhóm giải trí. Các nhóm sinh viên nổi bật nhất bao gồm câu lạc bộ dã ngoại lớn nhất và lâu đời nhất Hoa Kỳ, Câu lạc bộ Dã ngoại Dartmouth, tờ báo theo khuynh hướng tiến bộ Dartmouth Free Press, tờ báo gây tranh cãi The Dartmouth Review, và The Dartmouth, tờ báo đại học lâu đời nhất tại Hoa Kỳ. The Dartmouth tự miêu tả mình là "Tờ báo đại học lâu đời nhất Hoa Kỳ, thành lập năm 1799".
Một phần vì vị trí hẻo lánh tại nông thôn của Dartmouth, hệ thống Greek, thành lập từ năm 1840, là một trong những hoạt động phổ biến nhất của học sinh trong trường. Dartmouth có hơn 27 hội Greek: 15 hội nam, 9 hội nữ và 3 hội đẳng giới. Tới năm 2007, hơn 60% sinh viên trong số những sinh viên đáp ứng được các yêu cầu của các hội thuộc về một tổ chức Greek; từ năm 1987, sinh viên không được phép tham gia các tổ chức Greek cho tới năm thứ hai. Đại học Dartmouth là một trong những viện đại học đầu tiên tiến thành xóa bỏ việc chia rẽ sắc tộc trong các hội nam vào những năm 1950 cũng như tham gia vào phong trào thiết lập các hội Greek đẳng giới vào những năm 1970. Vào đầu những năm 2000, Hội đồng Tín hữu Dartmouth đề nghị các tổ chức Greek trở thành "hầu như đẳng giới"; nỗ lực này đã gây ra một cuộc tranh cãi lớn trong nhà trường và cuối cùng thất bại. Trong trường cũng tồn tại một số tổ chức kiểu khác được biết đến với tên gọi undergraduate societies.

### Công nghệ

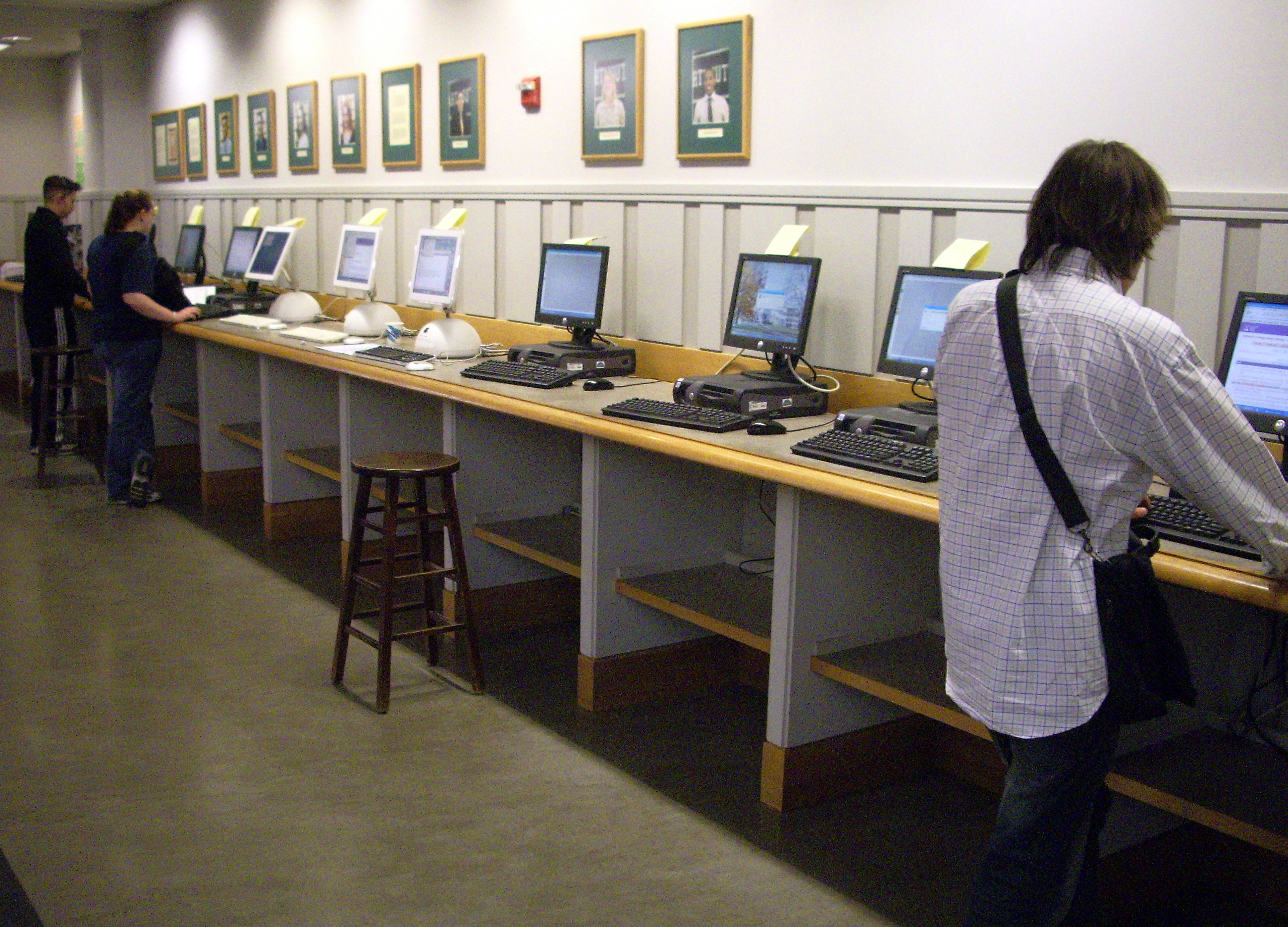
Students at a bank of Blitz terminals in Baker-Berry Library.

Công nghệ đóng vai trò quan trọng trong cuộc sống của sinh viên tại trường, điều có thể thấy rõ qua vị trí của trường trong các bảng xếp hạng những trường đại học tại Hoa Kỳ hiện đại nhất (như bảng xếp hạng năm 2004 của Newsweek về những trường "Hấp dẫn nhất cho dân nghiền công nghệ (" Hottest for the Tech-Savvy") hay bảng xếp hạng của Yahoo vào năm 1998 "những trường đại học dây dợ" ("Wired Colleges"). BlitzMail, hệ thống thư điện tử của trường, đóng một vai trò vô cùng quan trọng trong cuộc sống của sinh viên, khi mà họ dùng nó thay cho điện thoại di động hay các chương trình nhắn tin nhanh. Tầm quan trọng của hệ thống BlitzMail trong đời sống sinh viên được thể hiện qua việc có hơn 100 máy tính công cộng trong trường được dành riêng cho việc truy cập BlitzMail. Từ năm 1991, các sinh viên trường Dartmouth được yêu cầu phải có máy tính cá nhân.
Vào năm 2001, Dartmouth là trường đầu tiên trong Ivy League cung cấp hệ thống mạng không dây tại mọi nơi trong trường. Với hơn 1,400 điểm truy cập, mạng Internet có mặt tại tất cả các tòa nhà cũng như địa điểm ngoài trời trong trường. Trường cũng tiên phong trong việc ứng dụng một số công nghệ như công nghệ video theo yêu cầu hay phương thức liên lạc qua (VoIP).

### Người Mỹ bản xứ ở Dartmouth
Hiến chương của Dartmouth, cấp cho Eleazar Wheelock vào năm 1769, tự tuyên bố rằng ngôi trường được tạo nên "để giáo dục và chỉ dẫn thế hệ trẻ của những bộ tộc Anh-điêng trong vùng đất này trong việc đọc, viết và những phần khác của việc học hành…cũng như trong tất cả các môn khoa học và nghệ thuật; cũng như với những thanh niên người Anh hay bất cứ ai khác". Ngân quỹ của Dartmouth trong những năm đầu tiên được quyên góp bởi những nỗ lực của Samson Occom, một người Mỹ bản xứ.
Tuy vậy, nhà trường chỉ đào tạo có 19 người Mỹ bản xứ trong suốt 200 năm lịch sử đầu tiên của nó. Vào năm 1970, nhà trường thành lập các chương trình học tập và xã hội cho người Mỹ bản xứ như một phần của "một nỗ lực mới khuyến khích người Mỹ bản xứ theo học". Kể từ đó, Dartmouth đã đào tạo hơn 500 người Mỹ bản xứ từ hơn 120 bộ lạc khác nhau, nhiều hơn cả bảy trường còn lại trong Ivy League cộng lại.

### Truyền thống
Dartmouth nổi tiếng vì tinh thần tập thể mạnh mẽ cũng như rất nhiều nét truyền thống đặc trưng. Ngôi trường dạy và học theo 4 kì học ứng với 4 quý trong năm, và cứ mỗi kì lại có một ngày cuối tuần được dành để tổ chức một lễ hội truyền thống, được biết như "những ngày cuối tuần hoành tráng" ("big weekend") hay "những ngày cuối tuần tiệc tùng" ("party weekends"). Vào kì mùa thu, Homecoming (Lễ hội Về nhà) (tên chính thức là Dartmouth Night (Đêm Dartmouth)) nổi bật với đài lửa được chuẩn bị bởi sinh viên năm nhất tại Vùng Xanh. Kì mùa đông lại được kỉ niệm bởi Winter Carnival (Carnival Mùa Đông), một truyền thống bắt đầu từ năm 1911 bởi Câu lạc bộ Dã ngoại Dartmouth để thúc đẩy các môn thể thao mùa đông. Vào mùa xuân, Green Key là ngày cuối tuần dành cho các buổi tiệc tục và kỉ niệm.
Kì học mùa hè trước đây có lễ Tubestock, một truyền thống mà trong đó sinh viên dùng các tấm ván gỗ hoặc săm ô tô để nổi trên sông Connecticut River. Bắt đầu từ năm 1986, Tubestock kết thúc vào năm 2006 khi chính quyền thị trấn Hanover có phản ứng không đồng tình. Khóa 2008, trong kì học hè của họ tại trường năm 2006, thay thế lễ hội Tubestock bằng lễ hội Fieldstock. Lễ hội mới này bao gồm tiệc thịt nướng ngoài trời, ca nhạc và việc khôi phục những truyền thống từ thập kỉ 1970 và 1980 như cuộc đua các cỗ xe ngựa chiến tự chế xung quanh vùng xanh. Không như Tubestock, Fieldstock được nhận được sự tài trợ và ủng hộ từ phía nhà trường.
Một truyền thống khác bắt đầu từ năm 1935 khá nổi bật của trường là các chuyến dã ngoại dài 4 ngày do Câu lạc bộ Dã ngoại Dartmouth tổ chức dành cho những tân sinh viên. Là một thông lệ, chuyến đi nào cũng kết thúc ở Moosilauke Ravine Lodge. Vào năm 2006, 85% tân sinh viên của trường chọn tham dự truyền thống này.

## Huy hiệu và các biểu trưng khác

### Khẩu hiệu và bài hát
Khẩu hiệu của Dartmouth, chọn bởi Eleazar Wheelock, là "Vox Clamantis in Deserto" trong tiếng La tinh và thường được nhà trường dịch sang tiếng Anh là "A voice crying in the wilderness" ("Tiếng kêu nơi hoang dã"). Cụm từ này xuất hiện năm lần trong Kinh thánh và dường như ám chỉ địa điểm của nhà trường, nơi từng là vùng ven của một khu định cư của người châu Âu. Bài hát "Men of Dartmouth" (Những người đàn ông Dartmouth) của Richard Hovey được bình chọn là bài hát hay nhất của Dartmouth vào năm 1896, và trở thành bài ca chính thức của nhà trường vào năm 1926. Bài hát được đổi tên thành "Alma Mater" vào thập kỉ 1980 khi lời của nó được chỉnh lại để nhắc đến cả đàn ông lẫn phụ nữ.

### Con dấu

Con dấu của Đại học Dartmouth

Hiến chương hoàng gia năm 1769 của Dartmouth yêu cầu nhà trường phải có một con dấu để dùng trong các văn bản chính thức và văn bằng tốt nghiệp. Người sáng lập của trường, Eleazar Wheelock, thiết kế một con dấu giống một cách đáng kinh ngạc với con dấu của Society for the Propagation of the Gospel, một hội truyền giáo được thành lập tại London vào năm 1701, nhằm nói rằng trường của ông sẽ chú trọng vào việc truyền giáo nhiều hơn là giáo dục đại học. Khắc bởi một thợ bạc ở Boston, con dấu được hoàn thành trước lễ tân hiệu vào năm 1773. Các tín hữu chính thức chấp nhận con dấu vào ngày 25 tháng 8 năm 1773, miêu tả nó là:
Hình bầu dục, viền bởi dòng chữ "SIGILL: COL: DARTMUTH: NOV: HANT: IN AMERICA 1770." Bên trong đó là một rừng thông ở bên phải, bên trái những người bản xứ ở bên trái đang đi đến tòa nhà hai tầng của tri thức; phía trên rừng thông là dòng chữ "vox clamantis in deserto". Tất cả được đỡ bởi Tôn giáo ở bên phải và Công lý ở bên trái, và trên đó là Tam giác ngược với dòng chữ Hebrew [El Shaddai]. Con dấu mới miêu tả như trên đường dùng để đóng vào tất cả các bằng, chứng nhận hay các tài liệu khác của Đại học Dartmouth.
Vào ngày 28 tháng 10 năm 1926, các tín hữu khẳng định lại quan điểm của Hiến chương cho rằng con dấu chỉ dành cho các văn bản hành chính. Năm 1940, Hội đồng ấn phẩm của nhà trường giao cho nhà khắc chữ nổi tiếng W. A. Dwiggins tạo phiên bản chữ ngang của con dấu. Thiết kế của Dwiggins được thay đổi vào năm 1957 với ngày tháng chuyển từ "1770" thành "1769," để phù hợp với Hiến chương. Các tín hữu đã đặt một bộ khuôn rập mới với năm "1797" để thay bộ cũ đã gần như hỏng sau hai thế kỷ sử dụng. Bản thiết kế năm 1957 tiếp tục được dùng với số thương hiệu 2305032.

### Phù hiệu
Ngày 28 tháng 10 năm 1926, Hội tín hữu phê chuẩn "Phù hiệu Đại học Dartmouth" làm đại diện hình ảnh cho nhà trường và nhà điêu khắc W. Parke Johnson thiết kế phiên bản này dựa nên chiến khiên được thể hiện trên con dấu gốc. Thiết kế này không tồn tại lâu. Ngày 9 tháng 6 năm 1944, các tín hữu phê chuẩn một phiên bản khác của chiếc phù hiệu được thiết kể bởi họa sĩ và nhà thiết kế người Canada Thoreau MacDonald. Thiết kế này được sử dụng rộng rãi và như con dấu của Dwiggins được sửa năm "1770" thành "1769" vào khoảng năm 1958. Phiên bản này của phù hiệu được đăng ký với số thương hiệu 3112676 và một số số khác.
Nhà thiết kế John Scotford cố gắng tạo ra một phiên bản thời trang của phù hiệu vào thập kỉ 1960, nhưng không thành công. Phù hiệu này được dùng làm nền cho phù hiệu của Trường Y Dược Dartmouth, và còn được sản xuất ở kích thước với bề rộng vài nanomet. Thiết kế này cũng xuất hiện trên Huân chương Nhị Bách niên của Rudolph Ruzicka (Philadelphia Mint, 1969) và một số nơi khác.

### Biểu tượng, biệt danh và linh vật

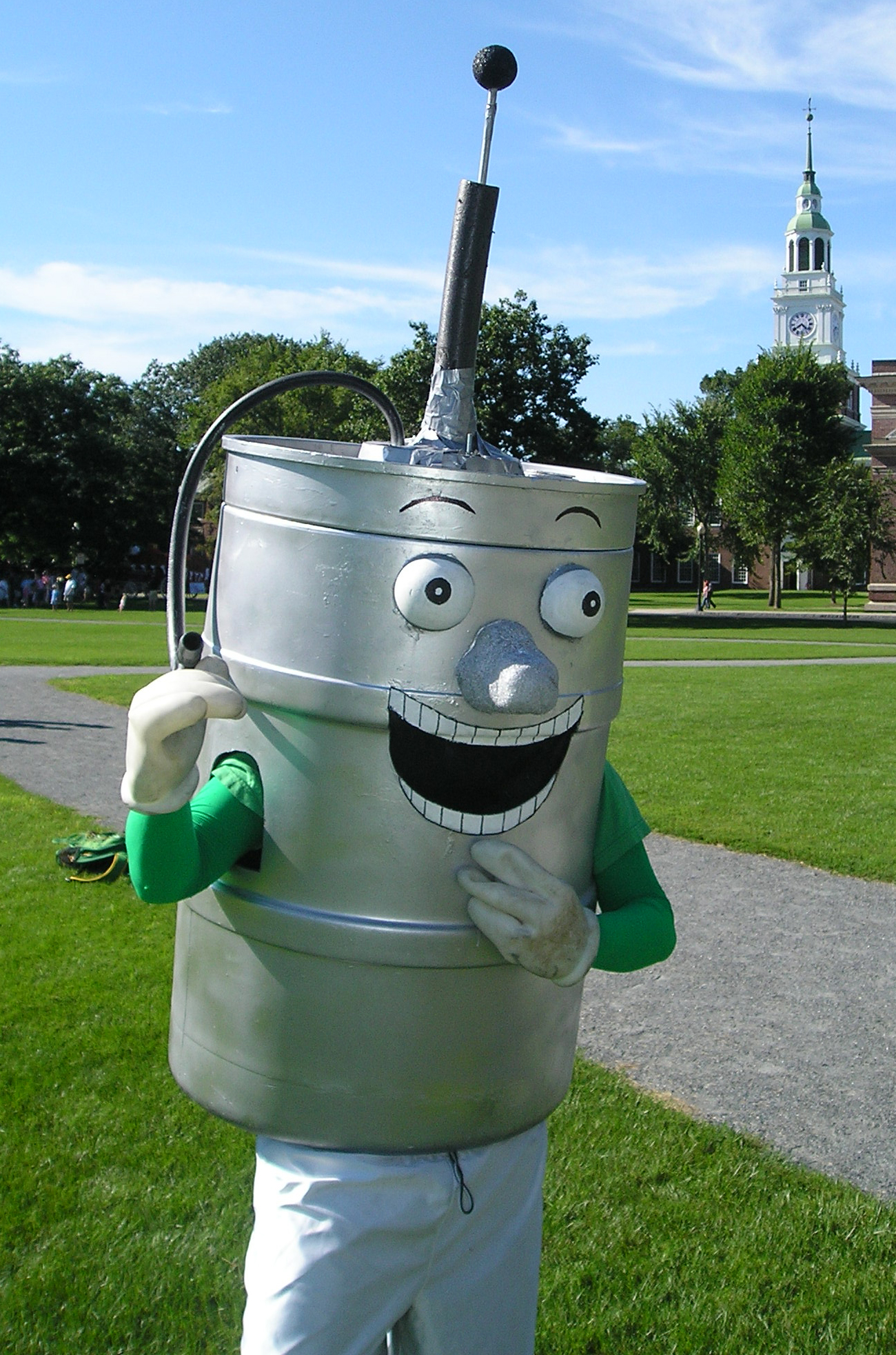
Keggy posing on the Dartmouth College Green with Baker Memorial Library in the background.

Dartmouth chưa từng có một linh vật chính thức. Biệt danh "The Big Green," (người khổng lồ xanh) bắt nguồn từ 1860 và, dựa trên việc màu xanh thẫm (Xanh Dartmouth) được công nhận là màu chính thức của trường vào năm 1866. Bắt đầu từ thập niên 1920, các đội thể thao của Dartmouth được biết đến với tên "những người Anh điêng," một tên vui có thể bắt nguồn từ các nhà báo thể thao. Linh vật và tên đội thể thao không chính thức này được dùng cho đến đầu những năm 1970, khi việc sử dụng đó vấp phải những chỉ trích gay gắt. Vào năm 1974, Hội đồng Tín hữu tuyên bố rằng "việc sử dụng hình ảnh [người Anh-điêng] như vậy dưới bất cứ dạng nào là trái với các mục tiêu giáo dục và hoạt động của nhà trường trong việc thục đẩy giáo dục của người bản xứ." Một số cựu sinh viên và sinh viên, cũng như tờ báo theo đường lối bảo thủ The Dartmouth Review, đã tìm cách đưa biểu tượng người Anh-điêng trở lại, nhưng không có đội thể thao nào của trường tiếp tục mặc áo có biểu tượng này trong hàng chục năm sau đó.
Nhiều chiến dịch của sinh viên đã được tiến hành nhằm vận động cho việc chập nhận một linh vật mới, nhưng không có nỗ lực nào thành công trong việc biến một linh vật thành "chính thức". Một đề xuất của tạp chí hài Dartmouth Jack-O-Lantern là Keggy the Keg, một vại bia có hình người đã xuất hiện tại một số sự kiện thể thao của trường. Mặc dù nhiều sinh viên hứng thú với Keggy, linh vật này mới chỉ nhận được sự tán thành của hội sinh viên. Vào tháng 11 năm 2006, hội sinh viên nỗ lực làm sống lại "Dartmoose" như là phương án thay thế khi mà các tranh cãi xung quanh linh vật Anh-điêng bị khơi lại.

## Cựu học sinh
Mọi người biết nhiều đến các cựu học sinh của Dartmouth nhờ các đóng góp của họ cho trường. Dartmouth xếp hạng hai, chỉ sau Đại học Princeton dựa trên tỉ lệ đóng góp của cựu học sinh cho trường do U.S. News & World Report bình chọn năm 2007. Theo một bài báo năm 2008 trên tờ Tạp chí phố Wall, các sinh viên tốt nghiệp Dartmouth cũng có mức lương trung vị sau 10 năm tốt nghiệp cao hơn so với cựu học sinh của bất kì một trường đại học Mĩ nào khác tham gia điều tra.

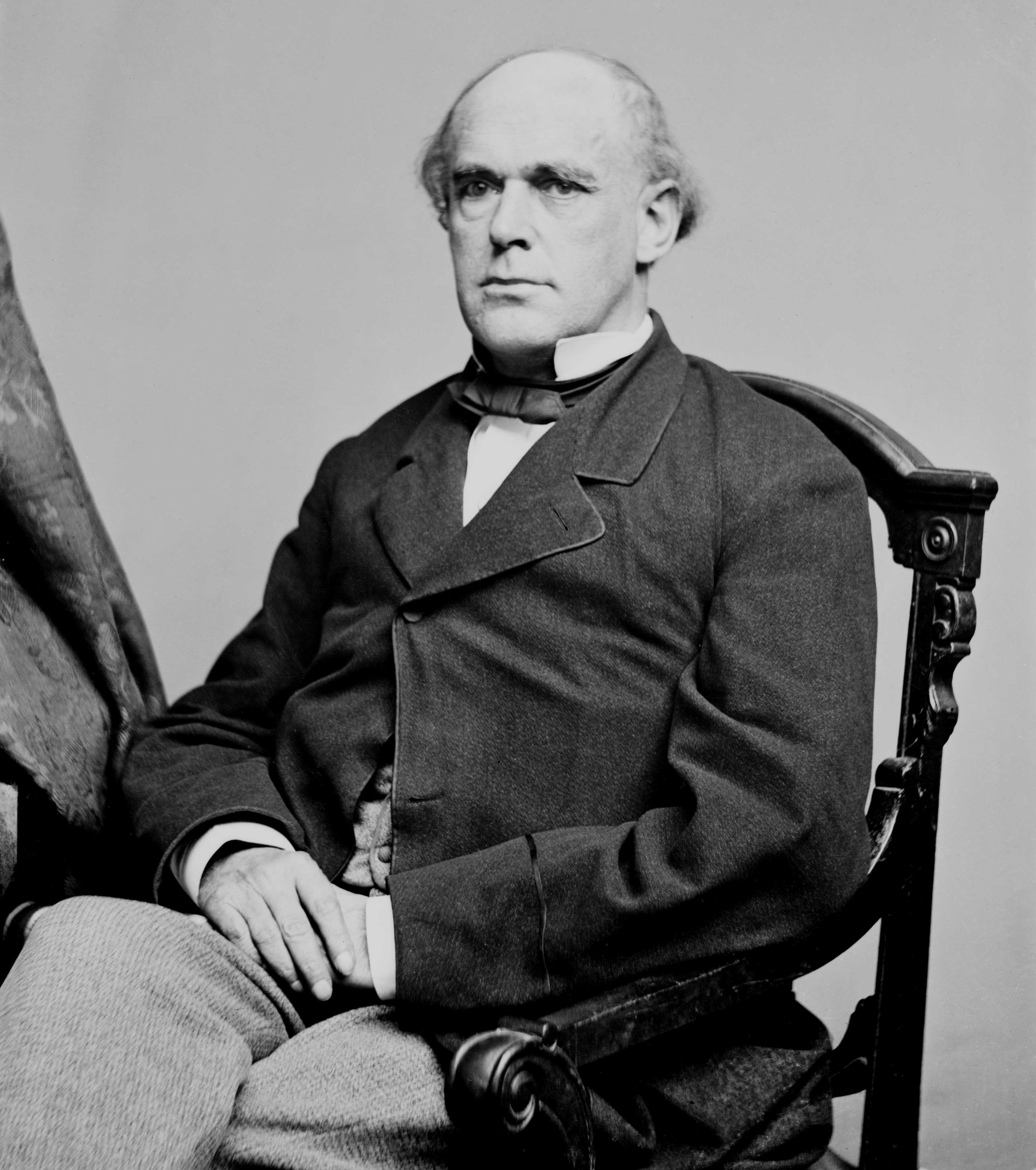
Salmon P. Chase, khóa 1826, là một chính trị gia người Mỹ: Thượng nghị sĩ từ tiểu bang Ohio, Thống đốc Ohio, Bộ trưởng bộ Treasury dưới thời Abraham Lincoln, và thẩm phán của Tóa án Tối cao.

Đến năm 2008, Dartmouth đã có 238 khóa học tốt nghiệp và có trên 60,000 cựu sinh viên còn sống đang hoạt động trên rất nhiều lĩnh vực.
Hơn 164 sinh viên Dartmouth tham gia phục vụ cho Thượng viện và Hạ viện Hoa Kỳ, ví dụ như nghị sĩ Daniel Webster ở Massachusetts. Từng là nội các thành viên của Tống thổng Mỹ bao gồm Bộ trưởng bộ Quốc phòng Amos T. Akerman, Bộ trưởng bộ Quốc phòng James V. Forrestal, Bộ trưởng Lao động Robert Reich, cựu Bộ trưởng Ngân Khố Henry Paulson, và vị Bộ trưởng Ngân Khố đương nhiệm Timothy Geithner. C. Everett Koop là Surgeon General của Hoa Kỳ dưới thời Tổng thống Ronald Reagan. Hai cựu sinh viên Dartmouth làm thẩm phán của Tòa án tối cao của Hoa Kỳ: Salmon P. Chase và Levi Woodbury.
Trong lĩnh vực văn học và báo chí, Dartmouth đã đào tạo nên tám người dành Giải Pulitzer: Thomas M. Burton, Richard Eberhart, Robert Frost, Paul Gigot, Jake Hooker, Nigel Jaquiss, Martin J. Sherwin và David K. Shipler. Các tác giả và media personalities bao gồm tiểu thuyết gia/ nhà biên kịch Budd Schulberg, nhà phân tích chính trị Dinesh D'Souza, người dẫn chương trình đối thoại trên đài phát thanh Laura Ingraham, nhà phê bình Mort Kondracke, và nhà báo James Panero. Theodor Geisel, còn được biết đến với tên Dr.Seuss tác giả của trẻ em, là một sinh viên của khóa 1925.
Cựu sinh viên Dartmouth trong giới nghiên cứu khoa học bao gồm Stuart Kauffman và Jeffrey Weeks, cả hai người đều đã nhận giải thưởng MacArthur Fellowships (còn được gọi là "genius grants"). Dartmouth còn có ba cựu sinh viên đã nhận giải Nobel: Owen Chamberlain (Vật Lý, 1959), K. Barry Sharpless (Hóa học, 2001), và George Davis Snell (Sinh lý và y khoa, 1980). Các cựu sinh viên trong lĩnh vực giáo dục bao gồm người sáng lập đại học Vassar Milo Parker Jewett, người sáng lập và chủ tịch đầu tiên của đại học Bates Oren B. Cheney, giáo sư của Đại học Wabash College Caleb Mills, và cựu chủ tịch của Đại học Union Charles Augustus Aiken. Chín trong tổng số 16 vị chủ tịch của Dartmouth là cựu học sinh của trường.

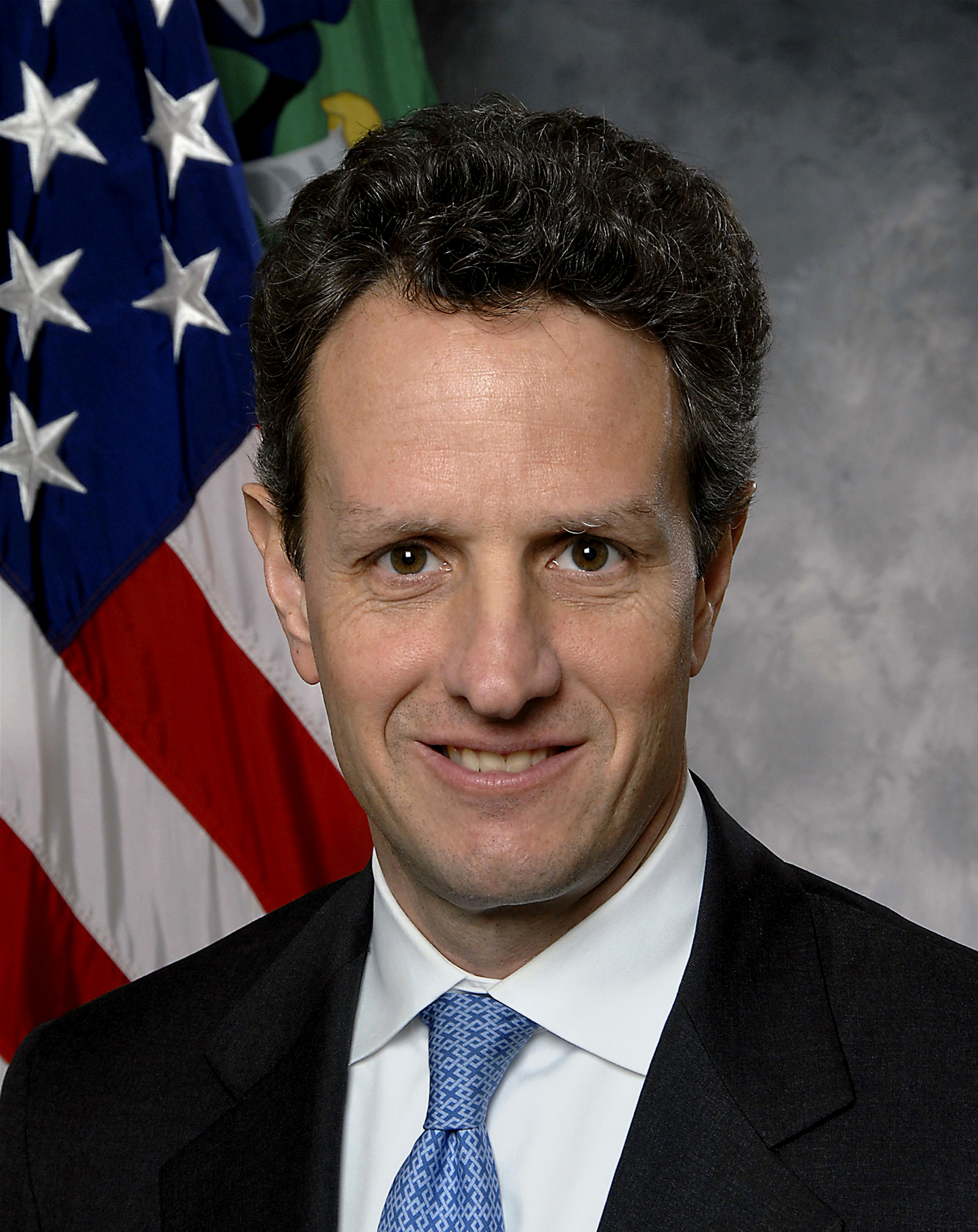
Timothy Geithner, khóa 1983, là chủ tịch của Ngân hàng dự trữ liên bang New York và hiện là Bộ trưởng Ngân Khố Hoa Kỳ.

Cựu sinh viên Dartmouth giữ chức vụ tổng giám đốc điều hành hoặc chủ tịch hội đồng quản trị của nhiều công ty bao gồm Charles Alfred Pillsbury, người sáng lập công ty Pillsbury và trưởng nam của gia đình Pillsbury, Sandy Alderson (San Diego Padres), John Donahoe (eBay), Louis V. Gerstner, Jr. (IBM), Charles E. Haldeman (Putnam Investments), Donald J. Hall, Sr. (Hallmark Cards), Jeffrey R. Immelt (General Electric), Henry Paulson (Goldman Sachs), Grant Tinker (NBC), và Brian Goldner (Hasbro).
Trong lĩnh vực giải trí và điện ảnh, đại diện cho Darthmouth có Rachel Dratch, một thành viên của Saturday Night Live, Shonda Rhimes, nhà sản xuất của Grey's Anatomy, và Fred Rogers, một nhân vật trên danh nghĩa trong Mister Rogers' Neighborhood. Một vài diễn viên đáng chú ý khác bao gồm Sarah Wayne Callies (Prison Break), Mindy Kaling (The Office), Michael Moriarty, người dành giải Emmy, Andrew Shue trong Melrose Place, Aisha Tyler trong Friends và 24, và Connie Britton trong Spin City, The West Wing, Pete Lattimer trong Warehouse 13 và Friday Night Lights.
Một số cựu học sinh của Dartmouth đã rất thành công trong lĩnh vực thể thao chuyên nghiệp. Môn bóng chày, cựu sinh viên Dartmouth bao gồm All-Star và three-time Brad Ausmus từng đoạt giải Găng tay Vàng và All-Star Mike Remlinger. Cầu thủ bóng bầu dục chuyên nghiệp bao gồm cựu tiền vệ Miami Dolphins, Jay Fiedler, linebacker Reggie Williams, three-time Pro Bowler Nick Lowery, tiền vệ Jeff Kemp, và Tennessee Titans tight end Casey Cramer. Dartmouth cũng đào tạo nên một số vận động viên Olympic. Adam Nelson đã dành nhiều huy chương vàng ở the shotput ở thế vận hội Sydney năm 2000 và thế vận hội Mùa hè 2004 cùng huy chương vàng Giải vô địch thế giới năm 2005 ở Helsinki. Kristin King và Sarah Parsons là các thành viên của đội khúc côn cầu dành huy chương đồng giải toàn quốc năm 2006. Cherie Piper, Gillian Apps, và Katie Weatherston năm trong nhóm những người dành giải khúc côn cầu trên băng của Canada năm 2006. Dick Durrance và Tim Caldwell lần lượt đại diện cho Hoa Kỳ môn trượt băng nghệ thuật ở thế vận hội mùa đông năm 1936 và 1976. Arthur Shaw, Earl Thomson, Edwin Myers, Marc Wright, Adam Nelson, Gerald Ashworth, và Vilhjálmur Einarsson đã dành tất cả các giải trong các sự kiện điền kinh.

### Thu nhập của cựu sinh viên
Theo Payscale, các cựu sinh viên của Đại học Dartmouth thuộc nhóm có mức lương khởi đầu cao nhất Hoa Kỳ ($58,200), cũng mức thu nhập trung bình cao nhất mười năm sau tốt nghiệp ($129,000).